# Brevdue
 Der er for få eller ingen kildehenvisninger i denne artikel, hvilket er et problem. Du kan hjælpe ved at angive troværdige kilder til de påstande, som fremføres i artiklen.

Brevduen tilhører racen af tamduer (Columba livia domestica, Columba livia forma domestica), der har sin oprindelse i klippeduen (Columba livia). Brevduen har som følge af intensivt og målrettet avlsarbejde udviklet en ekstrem orienteringsevne og udholdenhed samt en lige så stærk drift til altid at vende tilbage til sin mage og redeplads.
Brevduen har gennem historien været benyttet som budbringer, og kan medføre meddelelser på let papir eller lignende over lange afstande i en specialbeholder, der enten er fastgjort til brevduens ben eller bæres i en sele som en lille rygsæk.
Mest kendt er brevduen dog i kapflyvningssammenhænge, hvor den kan tilbagelægge flyvestrækninger på op til typisk 1.200 kilometer – længere kapflyvninger forekommer, og den kan flyve med en gennemsnitshastighed på mellem 60 og 80 km/t alt efter vejrforholdene. Ved gunstige vejrforhold er der målt hastigheder på op mod 120 km/t. 
Brevduens overlegne orienteringsevne har givet anledning til mange diskussioner og teorier blandt biologer og forskere, og menes bl.a. at bero på en kombination af den magnetiske sans, lugtesansen, stedsansen og synssansen. Nogen endelig teori eller forklaring er man dog endnu ikke kommet frem til.

## Brevduens orienteringsevne
Brevduens overlegne orienteringsevne har længe fascineret og forundret mennesket. Mange teorier har været fremlagt, og mange forsøg er blevet udført, men endnu er det et af naturens uløste mysterier, hvordan en brevdue finder vej. Amerikanske forskere fra North Carolina mener at have fundet små magnetiske partikler i brevduens næb, og har fremsat en teori om, at brevduen så at sige er et flyvende kompas. 
De afviser til gengæld teorien, at brevduen skulle gøre brug af sin lugtesans, som andre har foreslået. Forskere har også lokaliseret små korn af det magnetiske mineral magnetit i hjernen hos brevduer. Der er udbredt enighed om, at også brevduens synssans spiller en rolle, så den bl.a. kan orientere sig ved hjælp af solens position på himmelen. 
I England har professor Tim Guilford ved University of Oxford sammen med et hold af dyreadfærdspsykologer fremlagt teorien, at brevduen bl.a. følger det menneskeskabte vejnet og jernbanespor, når den flyver. Over en periode på 10 år påmonterede man små GPS-sporingsapparater på et antal brevduers ryg, hvorefter man løslod dem på afstande mellem 15 og 30 kilometer fra slaget.
Man kunne så elektronisk med stor nøjagtighed følge den enkelte brevdues rute, og opdagede, at brevduerne ved de første gennemflyvninger af en rute tilsyneladende benytter sin magnetiske sans, og vælger fugleflugtslinjen, men ved gentagne flyvninger på den samme rute tilsidesætter brevduen tilsyneladende sit medfødte instinkt, og begynder i stedet at følge vejnettet og andre landkendingsmærker. Man har observeret brevduer flyve rundt over en rundkørsel, for derefter at dreje fra ved den rigtige afkørsel.  
Om brevduen orienterer sig efter kompasteorien, landkortteorien – eller noget helt tredje, er stadig emne for diskussioner og teorier – både blandt opdrættere og forskere.

## Brevduen i historien
At kendskabet og tilliden til brevduens gode orienteringsevne ikke er af nyere dato, bekræfter bl.a. beretningen om Noa og hans ark i Det Gamle Testamente. Det var en brevdue, der vendte tilbage til arken med olivenkvisten i næbbet, og dermed forkyndte for Noa, at syndfloden var overstået, og en ny tid skulle begynde. Siden er duen med kvisten blevet et globalt fredssymbol.
Brevduen har fløjet med meddelelser for mennesket i mange tusinde år. Fra oldtidens Lilleasien har man vidnesbyrd om, at brevduen blev benyttet som budbringer i både fredstid og krigstid. Indskrifter i Egypten fortæller, at brevduen blev holdt som husdyr og brugsdyr for 5.000 år siden. Skibe, der ankom til egyptiske havne, havde brevduer med, der kunne melde tilbage om vigtige gæsters ankomst. I det egyptiske rige var der organiseret civil luftpost med brevduer. Spredt ud over riget var der anbragt 49 duetårne, så brevduerne kunne flyve stafet med budskaber tværs gennem landet. Tårnene var anbragt, så den enkelte brevdue ikke behøvede at tilbagelægge længere luftstrækninger end ca. 150 kilometer.
Militært udnyttede egypterne også brevduens færdigheder. I vagttårne langs grænserne anbragte de kurve med specielt opdrættede brevduer, der skulle kunne tilbagelægge strækninger på op imod 600 kilometer med depecher til Farao, så han kunne holde sig orienteret om eventuelle trusler mod riget. Et vægmaleri i Ramses den 3. tempel viser overbringelse af en sådan meddelelse til Farao.

### Den olympiske brevdue
Fra Egypten spredte brugen af brevduer sig til Syrien og Persien, hvor brevduerne fløj med meddelelser om statssager og med korrespondance mellem Sultanen og hans embedsmænd, og blev en medvirkende årsag til at man kunne holde sammen på de store riger. Kong Sargon af Akkad lod alle sine kurerer have en brevdue med. I tilfælde af problemer, hvor kurererne muligvis ville blive tilfangetaget, skulle de sætte brevduen fri. Dens hjemkomst var en besked til kongen, at han skulle sende en ny kurer af sted. Også fra Kina har man vidnesbyrd om brugen af brevduer som budbringere.
Fra det 6. århundrede f.Kr. har man kendskab til brugen af brevduer i Grækenland som det første sted i Europa. Ved de antikke olympiske lege var det brevduer, der fløj resultaterne fra konkurrencerne ud til omverdenen, og fra samme tid fortæller den græske digter Anakreon, at kongen sendte kærlighedsbreve til sin elskede med brevduer.
Den romerske historiker Plinius den Ældre fortæller, at hærføreren Decimus Junius Brutus under belejringen af Modena i 43 f.Kr. holdt consulerne i Rom underrettet om slagets gang ved hjælp af brevduer. Plinius den Yngre skriver i et brev til sin onkel, at: "Folk er gale med duer her, de betaler op til to guldstykker for et par". Det største af datidens romerske duehold, Columbari, skulle efter sigende have huset ikke mindre end 2.500 par duer, der blev passet og trænet af specielt uddannede slaver.

### Med på korstogene
Senere, i 732, blev meddelelsen om den franske feltherre Karl Martells sejr i Slaget ved Poitiers sendt ud med en brevdue. Beskeden, der var skrevet på et sammenrullet stykke papyrus, lød: "Saracenerne er besejret". Brugen af brevduer blev dog ikke umiddelbart et europæisk anliggende. Derimod har man ved arkæologiske udgravninger fundet stentavler med reglementer og anvisninger, der fortæller, hvordan brugen af brevduer var sat i system som posttjeneste mellem Bagdad og byerne i Syrien i 1100-tallet.
Det var først med korstogene, vesteuropæerne igen for alvor gjorde brug af brevduer i krigstjeneste. Richard Løvehjertes korsfarere indfangede en brevdue, der bar en meddelelse om, at muslimske styrker var på vej for at bryde de kristnes belejring af Ptolemais. Korsfarerne forfalskede meddelelsen, så den i stedet fortalte, at de muslimske styrker ikke ville kunne hjælpe de belejrede, og lod brevduen flyve videre til Ptolemais med den. Byen overgav sig derfor til Richard Løvehjertes mænd, der kunne indtage og befæste den. Da den muslimske hær endelig kom Ptolemais til undsætning, kunne de intet stille op. Byen var under korsfarernes kontrol.
Det var også brevduer, der i 1249 kunne melde om den franske konge Ludvig den Helliges landgang ved Damietta i Egypten, da han deltog i det 7. korstog, ligesom det var en brevdue, der bragte nyheden om hans nederlag ved Mansura i april 1250.

### Brevduen i Europa
I dele af Europa var det længe kun forbeholdt de adelige og de gejstlige at holde brevduer, og fra kilder ved man, at der blev gjort stor brug af denne form for kommunikation. Først efter den franske revolution i 1789 blev det tilladt den menige mand, at holde duer.
Også privatøkonomisk har brevduen haft stor indflydelse. En af napoleontidens største private formuer blev grundlagt på den engelske børs ved hjælp af brevduer. Den engelske bankier Nathan Mayer Rothschild opbyggede en brevduetjeneste i Europa, der kunne holde ham orienteret om de nyheder, der havde værdi for bankverdenen. Med brevduerne vidste han besked om Napoleons nederlag ved Waterloo, tre dage inden nyheden havde nået den engelske regering.
Nathan Mayer Rothschild spredte nu rygtet, at England havde tabt slaget ved Waterloo. Det medførte, at kurserne på engelske statspapirer styrtdykkede, hvorefter Rothschild opkøbte alt, han kunne komme over. Da nyheden om Napoleons nederlag endelig nåede London, og kurserne igen steg, gjorde Nathan Mayer Rothschild enorme fortjenester.
I England benyttede man i 1800-tallet brevduer til at flyve resultaterne fra væddeløbsbanerne til byen. En af disse ruter gik fra Epsom til London, en strækning på ca. 25 kilometer, der kunne tilbagelægges på godt 25 minutter af en veltrænet due. Brevduer blev også benyttet af de store aviser. Den engelske avis The Times organiserede i 1837 en duepost mellem Paris og Boulogne ved den franske atlanterhavskyst, og i 1844 havde også aviser i Antwerpen og Bruxelles i Belgien forbindelse med Paris via brevduer. Den tyske avis Kölnische Zeitung udstyrede sine udsendte korrespondenter med brevduer, så de hurtigt kunne sende vigtige nyheder hjem til redaktionen.
Skønt Samuel Morse allerede den 24. maj 1844 havde prikket beskeden, "What hath God wrought", med sit morsealfabet, var nettet af telegraflinjer i 1850 endnu ikke fuldt udbygget i Europa. Der var et hul i linjen mellem metropolerne Paris i Frankrig og Berlin i Tyskland. Dette hul, der fysisk befandt sig mellem Bruxelles i Belgien og Aachen i Tyskland, udfyldte den tyskfødte, britiske journalist, Julius Reuter, med en brevduetjeneste, så han hurtigere kunne få de seneste kurser fra børsen i Paris – den viden kunne der tjenes penge på, og brevduetjenesten var så indbringende, at Julius Reuter allerede i 1851 kunne rejse til London og opbygge det Reuters, der i dag er et af verdens førende nyhedsbureauer.

#### Belejringen af Paris
Under den fransk-preussiske krig i 1870 viste brevduen sig igen overlegen som budbringer. Da Paris var blevet belejret, kunne man med brevduer holde regeringen i Tours underrettet om situationen og selv modtage instrukser. Ad fototeknisk vej nedfotograferede man dokumenter og post, og overførte billedet til en tynd kollodiumhinde på størrelse med forsiden af en tændstiksæske. En brevdue kunne medbringe 18 af disse hinder, der tilsammen rummede ca. 70.000 ord, i en beholder. Inden Paris blev belejret, havde man indsamlet mere end 800 brevduer fra private franske dueslag, og mens byen var belejret, udvekslede man brevduer med hjælp af varmluftsballoner, der kunne sendes højt over fjendes styrker. Under belejringen var disse brevduer den eneste forbindelse til omverdenen.
Da den svenske opdagelsesrejsende Salomon August Andrée i 1897 tog ud på sin ballonfærd, der skulle have ført ham til Nordpolen, havde han 36 brevduer med, som var betalt og specialtrænet af den svenske avis Aftonbladet. Duerne skulle slippes over flere omgange med nyheder fra ekspeditionen.

### De militære brevduetjenester
De første egentlige militære brevduetjenester byggede på erfaringerne fra Paris, og de blev oprettet i Rusland i 1874, Østrig-Ungarn i 1875, Italien i 1876, Frankrig i 1877, Spanien i 1879 og Sverige i 1886.
I Danmark var den militære brevduetjeneste underlagt Generalstabens Efterretningssektion, og ved ingeniørkasernen, det nuværende Svanemøllens Kaserne, havde 4. ingeniørkompagni fra 1885 et brevdueslag. Hovedparten af duerne var dog i hele perioden hos private opdrættere, der stillede dem til rådighed for forsvaret. Fra 1908 blev brevduerne udstationeret til hærens garnisoner i Århus, Haderslev, Rønne og Næstved.
Helt fra sin oprettelse i 1901 har De danske Brevdueforeninger samarbejdet med forsvaret. De danske Brevdueforeninger blev stiftet på foranledning af Generalstabens Efterretningssektion, og Generalstaben havde præsidentposten i foreningen. Dueopdrætterne forpligtede sig til at træne deres duer på ruter, der var bestemt af Generalstaben, og til at stille duerne til rådighed i tilfælde af krig eller mobilisering. Brevduerne skulle sikre kommunikationen mellem flåden og krigsmyndighederne i land, mellem krigsmyndighederne i København og Jylland og mellem krigsmyndighederne og den militære efterretningstjeneste i ind- og udland.
Under den første verdenskrig stillede danske brevdueopdrættere ca. 8.000 duer til disposition for forsvaret. De blev interneret på udvalgte steder i hele Danmark, og skulle benyttes af efterretningstjenesten.
I dag har Danmark ikke længere en militær brevduetjeneste. I 1962 overtog hjemmeværnet ansvaret for forsvarets brevduetjeneste, og i 1984 deltog der for foreløbig sidste gang brevduer i en militærøvelse. Siden 1993 har brevdueforeningerne ikke længere været forpligtet at stille brevduer til rådighed for forsvaret, og fra 1999 ophørte samarbejdet helt. 

#### Træning af militære brevduer
Militære brevduer trænes efter helt andre principper og metoder end de brevduer, man benytter til kapflyvning, hvor brevduen hele tiden skal vende tilbage til det samme stationære dueslag. Militære brevduer skal kunne finde tilbage til et dueslag, der hele tiden skifter opholdssted, mens det følger krigens bevægelser. Derfor lever de hele deres liv i mobile dueslag, hvorfra de også trænes.
Når ungerne er blevet flyvedygtige slippes de en sen eftermiddag fri, inden de er blevet fodret. Da brevduerne er sultne, og mørket er ved at falde på, flyver de ikke langt fra det mobile dueslag, men alligevel nok til at få overblik over det omliggende terræn. Når de vender tilbage til slaget, fodres de. I løbet af natten flyttes dueslaget til en ny position, og rutinen gentages. På denne måde er brevduerne aldrig på den samme plads to dage i træk. I begyndelsen flytter man kun det mobile dueslag 1-2 kilometer ad gangen, men gradvist øges afstanden til typisk 10 kilometer.
Når brevduerne skal i aktion, ændres måden, de trænes. Man placerer det mobile dueslag, ved den lokalitet hvor det skal bruges, og sætter duerne i specielle transportkasser. Hver dag flyttes disse kasser stadig længere fra dueslaget, og brevduerne slippes fri. Efter mindre end en uge kan brevduerne trænes til at finde tilbage til dueslaget over afstande på 100 til 150 kilometer. Nu kan soldater i aktion tage brevduerne med og lade dem flyve tilbage til slaget med efterretninger til baglandet.
I Danmark i mellemkrigstiden trænede 3. Dragonregiment brevduer i at flyve frem og tilbage fra mobile dueslag, så duerne kunne anvendes ved fronten.

### Verdenskrigene
Selv om de moderne kommunikationsmidler var blevet mere avancerede, Guglielmo Marconi havde bl.a. udviklet den trådløse telegraf og radioen var i sin vorden, spillede brevduen også en vigtig rolle i verdenskrigene. Da 1. Verdenskrig brød ud, rådede det tyske militær over ca. 400.000 brevduer, mens det franske militær rådede over 500.000 brevduer. I Storbritannien havde krigsmyndighederne afskrevet brevduerne inden krigen, men under krigen opbyggede englænderne en militær brevduetjeneste, som stillede ca. 100.000 brevduer til rådighed for de britiske tropper. Det italienske militær havde ca. 50.000 brevduer i brug i slutningen af krigen.
Under slaget ved Verdun i 1916 mistede den franske overkommando forbindelsen med styrkerne i Fort Vaux. De voldsomme tyske bombardementer havde revet telefon- og telegrafkablerne over. Den sidste meddelelse, man modtog, inden fortet måtte overgive sig til tyskerne, kom med en brevdue. Den døde senere af gasforgiftning, og efter krigen blev der rejst en platte til dens ære ved Fort Vaux. 
Den danske journalist Viggo Cavling, som rapporterede fra krigsfronten i Verdun, gav denne rosende beskrivelse af brevduerne: "Det vil ogsaa forbavse, at Brevduen som Meddelelsesmiddel i moderne Krig er ved at distancere Telefonen [...] Medens Telefonerne stadig kommer i Uorden under den Fjendtlige Granatild, bringer Duerne paa faa Minutter sikker Besked til Hovedkvarteret fra de yderste Skyttegrave. Vi saå en Due, der om Morgenen var kommet ind, skønt den havde faaet en Granatsplint i Brystet".
Under 2. Verdenskrig blev der brugt brevduer i alle værn hos både de allierede og de tyske tropper. Engelske bombefly medbragte duer, der kunne flyve tilbage med de overlevendes position, hvis et fly skulle havarere, og engelske ubåde kunne benytte brevduer, når de var inden for 300 kilometer fra land, for ikke at blive pejlet af tyskerne. Også panservogne, der skulle bryde gennem fjendens linjer, havde brevduer med i tilfælde af, at radioforbindelsen blev ødelagt. De amerikanske styrker alene trænede 54.000 duer til krigstjeneste, mens englænderne brugte ca. 100.000.

#### Cher Ami
Den måske mest kendte brevdue fra den første verdenskrig er Cher Ami, der fløj 12 missioner. En enhed fra det amerikanske 77th Infantry Division var den 3. oktober 1918 blevet belejret og isoleret af tyske tropper. Efter to dage med konstante tyske bombardementer var mere end halvdelen af soldaterne dræbt. Major Charles Whittlesey havde sendt flere brevduer af sted med oplysning om deres position i håb om hjælp. Det amerikanske artilleri forsøgte at komme enheden til undsætning med et massivt modbombardement, men lod i stedet granaterne regne ned over de indespærrede soldater. Charles Whittlesey havde kun en due, Cher Ami, tilbage. Den blev udstyret med en kort besked og sendt af sted. Beskeden lød:
"We are along the road parallel to 276.4.
Our own artillery is dropping a barrage directly on us.
For heaven's sake, stop it."
Mindre end en halv time senere havde Cher Ami nået sit mål. Beskydningen blev indstillet, og næsten 200 soldater reddede livet. På sin sidste mission blev Cher Ami hårdt såret, men nåede alligevel frem til bestemmelsesstedet med sin meddelelse. Duen var ramt af flere hagl, og mistede sit ene ben, men overlevede skaderne. Den blev sendt til USA, hvor den døde den 13. juni 1919. Cher Ami blev tildelt det franske orden Croix de Guerre for sine indsatser i krigen. I den franske by Lille findes et krigsmindesmærke for de ca. 20.000 allierede brevduer, der døde under den første verdenskrig.

#### G.I. Joe
Den irske brevdue Paddy opnåede berømmelse, da den som den første brevdue fløj over den Engelske Kanal under 2. Verdenskrig med beskeden om, at de allieredes invasion af Normandiet på D-dag var lykkedes. Men den mest kendte brevdue fra den anden verdenskrig er G.I. Joe, der blev født den 24. marts 1943 i Algier. Den tilhørte United States Army Pigeon Service og udførte operationer i både Nordafrika og Italien. Engelske styrker havde i oktober 1943 indtaget den lille italienske by Calvi Vecchia. Det vidste de øvrige allierede styrker ikke, og planen var at bombe byen den 18. oktober.
Al radiokommunikation var brudt sammen, og englænderne i Calvi Vecchia kunne ikke få forbindelse med hovedkvarteret og afblæse bombardementet, så man sendte G.I. Joe af sted med en besked om, at englænderne havde indtaget byen. Duen nåede frem, og de allierede bombede aldrig byen. Det anslås at mere end et tusind mennesker derved redede livet. I 1946 blev G.I. Joe tildelt medaljen, Dickin Medal, der gives til dyr, som har reddet liv. Den døde den 3. juni 1961 i Detroit.
Den omfattende brug af brevduer betød, at man på både tysk og allieret side havde soldater, hvis opgave det var at skyde modpartens duer, ligesom man opdrættede falke og høge, der skulle indhente og dræbe brevduerne.

#### Brevduer som fikDickin Medal
G.I. Joe var ikke den eneste brevdue, som blev tildelt Dickin Medal. Følgende brevduer blev tildelt udmærkelsen under og efter krigen: 
| - 1943: NEHU.40.NS.1 - Winkie - 1943: SURP.41.L.3089 - White Vision - 1943: 1263 MEPS 43 - Tyke også kendt som George - 1944: NPS.41.NS.4230 - Beach Comber - 1944: NPS.42.31066 - Gustav - 1944: NPS.43.9451 - Paddy - 1945: NURP.36.JH.190 - Kenley Lass - 1945: NPS.41.NS.2862 - Navy Blue - 1945: NPS.42.NS.44802 - Flying Dutchman - 1945: NURP.41. A.2164 - Dutch Coast - 1945: NURP.38.EGU.242 - Commando - 1945: NURP.40.GVIS.453 - Royal Blue - 1945: NPS.43.29018 - Ruhr Express - 1945: NPS.42.NS.15125 - William of Orange - 1945: NPS.42.21610 - Scotch Lass - 1945: NU.41.HQ.4373 - Billy | - 1945: 41.BA.2793 - Broad Arrow - 1945: NPS.42.NS.2780 - (ukendt navn) - 1945: NPS.42.NS.7524 - (ukendt navn) - 1945: NPSNS.42.36392 - Maquis - 1945: NURP.40.WCE.249 - Mary - 1946: NURP.41.DHZ56 - Tommy - 1946: NURP.39.SDS.39 - Al Alone - 1946: 42WD593 - Princess - 1946: NURP.37.CEN.335 - Mercury - 1946: NURP.38.BPC.6. - (ukendt navn) - 1946: USA43SC6390 - G.I. Joe - 1947: NURP.41.SBC.219 - Duke of Normandy - 1947: NURP.43.CC.1418 - (ukendt navn) - 1947: DD.43.T.139 - (ukendt navn) (brevdue fra Australian Army Signal Corps) - 1947: DD.43.Q.879 - (ukendt navn) (brevdue fra Australian Army Signal Corps) - ????: NURP39.NPS.144 - Cologne |

#### Danske brevduer under besættelsen
Ligesom i andre besatte lande begyndte den tyske besættelsesmagt hurtigt at opbygge en landsdækkende brevduetjeneste i Danmark, hvor alle kommandostationerne var forbundet af brevduestationer. Hovedstationen for de tyske brevduer var placeret i Laven ved Silkeborg. Derudover lå brevduestationerne i blandt andet Helsingør, Hillerød, København, Roskilde, Holbæk, Vordingborg, Korsør, Nyborg, Svendborg, Odense, Middelfart og Kolding. Desuden var der brevduestationer hele vejen ned langs den jyske vestkyst. Tyskerne trænede bl.a. sine brevduer, så de kunne flyve til en bestemt destination med en meddelelse, for derefter at flyve tilbage med et svar. Dette kunne man gøre, ved at lade brevduerne have sine redepladser på ét sted, og fodre dem et andet. Det tvang brevduen at flyve frem og tilbage mellem de to stationer.
De danske Brevdueforeninger indførte en streng selvjustits, der påbød medlemmerne stramme vilkår. Al kapflyvning med brevduer blev forbudt for medlemmerne, ligesom man ikke måtte flytte duerne fra et slag til et andet eller handle med dem. Med disse forholdsregler håbede man, at besættelsesmagten ikke ville forlange brevduerne udleveret eller aflivet.
Den 21. april 1941 fulgte justitsministeriet op med en bekendtgørelse, der indførte yderligere begrænsninger. Nu måtte kun medlemmer af De danske Brevdueforeninger have brevduer. Alle andre skulle inden 14 dage aflive sine duer. Endvidere måtte der kun trænes med brevduerne med generalstabens tilladelse. Overtrædelse af bekendtgørelsens påbud kunne straffes med bøde og fængsel i op til to år.
Den stramme kontrol til trods, kunne den danske modstandsbevægelse i slutningen af krigen med stort held opbygge en brevduetjeneste, der kunne bruges i det illegale modstandsarbejde. En del af denne tjeneste skulle bruges, hvis Danmark endte med at blive skueplads for direkte kamphandlinger. Tjenesten skulle sikre kommunikationen mellem landsdelene.
I slutningen af 1943 forlangte besættelsesmagten, at alle brevduer i Jylland enten skulle aflives eller overflyttes til Sjælland og på Fyn. Det lykkedes at fragte hovedparten af brevduerne til Sjælland og Fyn, og dermed blev den danske brevduebestand reddet i modsætning til bestandene i mange af de andre besatte lande.

### Brevduetjeneste i nyere tid
I den indiske delstat Orissa havde politiet fra 1949 til 2005 et korps af brevduer, der skulle melde om flodbølger, jordskælv og andre naturkatastrofer, når de almindelige kommunikationslinjer var blevet ødelagt. Det var fortællingen om brevduen Paddy, der var den direkte årsag til, at man oprettede denne brevduetjeneste i Orissa. Men udviklingen af internettet og satellitbaseret telekommunikation gjorde tjenesten overflødig, og den blev nedlagt i 2005.
Sidst i 1970'erne benyttede man i den engelske by Plymouth brevduer til at fragte blodprøver fra hospitalet til undersøgelse på laboratoriet. Tolv særligt udvalgte brevduer boede fast på laboratoriet, men blev dagligt fragtet til hospitalet. Herfra kunne de så returnere til laboratoriet med blodprøverne. På laboratoriet var en klokke forbundet til en fotocelle, der registrerede duen, når den ankom, hvorefter klokken ringede. Brevduerne var betydeligt billigere i drift end biler og havde desuden den fordel, at de ikke sad fast i trafikpropper.
Den 1. april 1990 blev der udviklet en speciel IP-protokol, RFC 1149,  der var baseret på transport af datapakker med brevduer. Protokollen blev kaldt Carrier Pigeon Internet Protocol (CPIP) og blev testet den 28. april 2001. Ni brevduer blev sendt ud på en ca. 5 kilometer lang tur med et ICMP Echo Request, og fire af disse pings kom retur med et Echo Reply. Med et tab af datapakker på 55% og en svartid, der lå mellem 3000 sekunder og mere end 6000 sekunder, har denne form for datatransmission dog aldrig fået andet end humoristisk betydning.
En mere simpel 'protokol' blev demonstreret i Sydafrika i september 2009. En brevdue med en 4GB usb-stick om benet vandt over den lokale internetudbyder over en strækning på 60 miles.

## Brevduesport i Danmark
Avl og kapflyvning med brevduer er en stor global hobby- og sportsvirksomhed. I Belgien er der mere end 90.000 brevdueopdrættere, og de belgiske brevduer er eftertragtede over hele verden. På Taiwan finder man mere end 30.000 opdrættere.
Brevduesporten i Danmark opstod den 25. oktober 1875 med stiftelsen af Foreningen til Dueavlens Fremme og Forædling i København. Allerede den første aften havde foreningen fået 30 medlemmer. De næste par år arrangeredes der kapflyvninger fra nærområdet, f.eks. fra Roskilde, Sorø og Havdrup, og der blev afholdt udstillinger af brevduer. Bl.a. udstillede man i sommeren 1876 brevduer i Tivoli i København.
En indre splittelse i foreningen betød, at foreningen Kjøbenhavn blev dannet den 11. juni 1878, og i 1889 kom foreningen Danmark, der var en underafdeling af Kjøbenhavn, til. Samme dato blev brevdueforeningen "Aarhus" i øvrigt stiftet.   De næste år opstod der lokale foreninger rundt om i Danmark, og den 17. januar 1901 blev de alle samlet i landsorganisationen De danske Brevdueforeninger. Foreningens blad, Brevduen, er udkommet siden april 1883.
Siden voksede organisationen, og i dag er Danmark opdelt i 17 sektioner. Hver sektion består så af et antal klubber. Inden for de enkelte sektioner afholdes der kapflyvninger, ligesom der hvert år også er et antal landsflyvninger, hvor alle flyver mod alle. Der er i 2007 ca. 160 klubber med i alt ca. 2.500 medlemmer i Danmark.
Da brevduesporten blev introduceret i Danmark, var det den jævne mands sport. Det krævede ikke den helt store investering at komme i gang, og hverken foder eller betaling for at deltage i kapflyvning var uoverkommelig. I Danmark har det fortsat med at være sådan, men i andre lande ser det helt anderledes ud. På Taiwan handles brevduer for over 250.000 kroner stykket, og det er ikke usædvanligt, at der er tocifrede millionbeløb i præmiepenge ved kapflyvningerne.  De senere år, er der dog også i Europa blevet handlet duer for svimlende beløb på over en million kroner.

### Kapflyvningen
Kapflyvningssæsonen med brevduer strækker sig i Danmark fra maj til august måned. Kort fortalt går en kapflyvning ud på, at et antal brevduer løslades fra et fælles udgangspunkt, i ind- eller udland, for at så hurtigt som muligt flyve hjem til sit dueslag. Den due, der kan tilbagelægge distancen med den højeste gennemsnitshastighed, målt i meter pr. minut, vinder. Der dystes normalt i tre forskellige kapflyvningskategorier. Det er kortdistance-, mellemdistance- og langdistanceflyvninger, hvor flyveafstandene typisk går fra 150 til 1.100 kilometer.
Tidligere udstyrede man brevduerne med en unik gummiring om det ene ben. Ved hjemkomsten fra en kapflyvning, skulle denne ring tages af brevduen, og lægges i et plomberet stempelur, der registrerede tidspunktet. Disse ure blev senere samlet og åbnet, hvorefter man kunne afgøre, hvem der havde vundet den pågældende kapflyvning.
Med den nye IT-teknik er denne procedure blevet noget mere forenklet. De deltagende duer påsættes en speciel og unik programmerbar elektronisk ring, der registreres automatisk ved hjemkomsten, og danner grundlag for beregningen af gennemsnitshastigheden. I Danmark benyttes tre forskellige IT-systemer, der alle er kompatible med hinanden.
Totalisatorflyvninger var tidligere en udbredt sport i Danmark med spillesteder i flere byer. Modsat de normale kapflyvninger, hvor det er opdrætteren, der satser på sine egne brevduer, kunne alle satse penge på de brevduer, der fløj totalisator. Brevduerne blev typisk sluppet på afstande mellem 25-50 kilometer, og havde man holdt på den vindende brevdue, kunne gevinsten udbetales. Den stigende konkurrence fra de nye spil i Danmark som Lotto, Joker og diverse skrabespil gjorde med tiden totalisatorflyvningerne urentable.

### Avlsarbejdet
En betydelig del af sporten er selve avlsarbejdet med brevduerne, hvor det handler om at fremavle brevduer, der har specielle forudsætninger for at flyve hhv. kort-, mellem- eller langdistanceflyvninger. Brevduerne parres normalt i perioden november til marts. Mellem 10 og 12 dage efter parringen lægger hunnen det første æg og to dage senere det næste.
Forældreduerne ruger på æggene i 18 dage, hvorefter de helt nøgne og blinde unger udklækkes. Ungerne er 100% afhængige af forældrene, og den første uge mades de med duemælk, som er næringsrigt stof, der udskilles fra brevduernes slimhinder i kroen hos begge forældreduer. Herefter mades ungerne med korn, og efter ca. 25 dage er de klar til at forlade reden.
Den brevduestamme, der findes i Danmark, har sine aner fra områderne omkring Antwerpen og Liège i Belgien, hvor opdrættere siden sidst i 1700-tallet har avlet systematisk på duerne for at forædle perfekte brevduer. Dermed skabte man nogle grundstammer, der besad de ønskede egenskaber. Disse kunne så krydsavles og forfines, og dermed opstod nye stammer. Blandt de mere berømte af disse stammer fra nyere tid kan nævnes Delbar, Van Riel, Jannsen, Ponderosa og Grondelaers. Mange brevduestammer i Danmark kan finde disse navne i sine anetavler.

### Træningen
Træningen af brevduerne begynder typisk, når de er ca. fire måneder gammel. En utrænet due kan normalt finde hjem til sit dueslag fra distancer på op til ca. 100 kilometer. Efterhånden som brevduerne trænes, øges denne afstand, og som treårig kan en veltrænet brevdue finde hjem over afstande på mere end 1200 kilometer – afstande den kan tilbagelægge med en hastighed på mellem 60 og 80 km/t.
De brevduer, der deltager i kapflyvninger er som toptrænede idrætsudøvere i andre sportsgrene. Brevduerne trænes efter fastlagte programmer, der skal optimere dem til bestemte flyvninger, hvad enten der er tale om kort-, mellem- eller langdistanceflyvninger. Det indebærer, at kosten, samt vitamin- og mineraltilskud tilpasses den enkelte brevdue. Også mentalt forberedes duen til at yde sit bedste. Nogle vælger enkehan- eller enkehun-systemet, hvor hanner og hunner holdes adskilte i kapflyvesæsonen, mens andre sætter hanner og hunner sammen dagen før en afsendelse, for derved at stimulere f.eks. hannens drift til at skynde sig hjem, og andre kan vælge at flyve naturligt, hvor hannerne og hunnerne er sammen hele flyvesæsonen.

### Fældeperioden
Brevduer skifter løbende sin fjerdragt, men i løbet af efteråret, fra august til december har brevduen den store fældeperiode i Danmark, hvor den udskifter vitale dele af fjerdragten med nye og stærkere fjer. Fældeperioden er en vigtig periode for den enkelte brevdue, da det er her, de fysiske forudsætninger for den kommende sæsons resultater grundlægges. 
Fældeperioden er på ingen måde en hvileperiode for brevduerne, så der tages godt hånd om brevduerne, mens den står på, så de altid har, hvad de behøver af rigtigt foder, vitaminer og mineraler for at komme gennem perioden som lindrigt som muligt.
Sædvanligvis sidder hver fjer i ca. 12 måneder, før den skiftes. Der er dog nogle Brevduer, hvor fjerene sidder i op til to år – hvis de f.eks. ikke når at fælde helt færdigt et år. Fældningens omfang er meget forskellig alt efter den pågældende dues alder og opholdssted. Det er dog ret almindeligt, at en fældning starter sammen med rugetiden for andet kuld æg, og normalt begynder unger at fælde deres første fjerdragt når de er ca. 10-12 uger gamle.
Med hensyn til hvilke fjer, der fældes først kan der ikke siges noget bestemt, da det kan variere – men faktorer som lysforhold, sol, varme og luft har indflydelse herpå. Som regel begynder fældningen af de store fjer, derefter følger kroppens dækfjer og så videre.
Hvis en brevdue afkaster flere fjer uden for normal fældetid, kan det skyldes chok. Årsagen til chokfældning synes altid at være forårsaget af en pludselig forskrækkelse, f.eks. ved flytning, ved rengøring af dueslag, eller hvis en kat, hund eller høg pludselig uventet kommer i nærheden af duen.